# Kurbnesh
Kurbnesh este un sat situat în partea de nord a Albaniei.